# Alnus alnobetula
Alnus viridis · Aulne vert, Aulne des Alpes
Espèce
Statut de conservation UICN

 LC  : Préoccupation mineure
Alnus alnobetula (syn. Alnus viridis), l'Aulne vert ou Aulne des Alpes, est une espèce d'arbres à feuilles caduques de la famille des Betulaceae, très présente dans toutes les zones froides ou montagnardes de l'hémisphère nord.

## Dénominations
Cette espèce porte en français les noms vernaculaires ou normalisés suivants : « Aulne vert, » (ou « Aune vert, »), « Aulne des Alpes, » (ou « Aune des Alpes, »), , « Aunâtre », « Aulne de Sitka », « Verne » ou encore « Arcoce » en Savoie[réf. nécessaire].

## Description
Présent sous forme d'arbuste ou de petit arbre de 3 à 12 m de haut, il possède une écorce brune. Les feuilles sont vertes brillantes dessous avec des touffes de poils à l'angle des nervures, dents doubles et pointues de forme ovoïde, de 3 à 8 cm de long pour 2 à 6 cm de large. Rameaux glabres , bourgeons pointus, à peine pédonculés ; pourprés brillants. La fleur est un chaton qui apparaît tardivement au printemps après l'apparition des feuilles contrairement à d'autres aulnes. Les parties sexuelles mâles sont pendantes, font 4 à 8 cm de long tandis que les parties sexuelles femelles mesurent seulement 1 cm et sont regroupées par 3 à 10 sur les branches. Les semences ont entre 1 et 2 mm de long, sont de couleur brun clair et disposent d'une fine aile.
L'arbre pousse rapidement même sur des sols pauvres. Il colonise généralement les zones de montagne soumises à des avalanches régulières. Il peut en effet repousser à partir de ses racines contrairement aux grands arbres avec qui il rivalise dans ces régions. De plus, sa souplesse lui permet de se coucher sous le manteau neigeux (où il peut favoriser le départ d'avalanche, décourageant l'implantation d'autres essences en aval), ou de ployer sans dégâts sous l'avalanche.
Enfin, son système racinaire protège les sols de l'érosion ; les vernes ou arcoces (nom vernaculaire de l'espèce en Savoie) sont donc des arbustes très familiers des ravines et pentes raides de moyenne montagne.
L'Aulne vert fixe l'azote atmosphérique grâce à la bactérie Alnus-Frankia. Les peuplement d'Aulne vert rejettent en moyenne 1.3 kg de protoxyde d'azote par hectare. En Suisse, ces émissions représente 1.5% des émissions de gaz à effet de serre du pays. Pour contrer l'expansion de l'Aulne vert, le mouton d'Engadine serait la meilleure solution.

## Habitat et répartition

Aire de répartition des différentes sous-espèces :
Alnus alnobetula subsp. alnobetula
Alnus alnobetula subsp. crispa
Alnus alnobetula subsp. fruticosa
Alnus alnobetula subsp. sinuata
Alnus alnobetula subsp. suaveolens.

L'espèce possède cinq sous-espèces qui ont chacune leur zone d'extension. Certaines sous-espèces sont parfois traitées en tant qu'espèces différentes par certains auteurs. Selon Plants of the World online (POWO) (17 janvier 2024) :
- Alnus alnobetula subsp. alnobetula - Europe centrale.
- Alnus alnobetula subsp. crispa (Aiton) Raus - Aulne de montagne. Nord-est de l'Amérique du Nord, Groenland.
- Alnus alnobetula subsp. fruticosa (Rupr.) Raus - Europe du Nord, Asie du Nord, Nord-ouest de l'Amérique du Nord.
- Alnus alnobetula subsp. sinuata (Regel) Raus - Aulne de Sitka. Nord-est de la Sibérie et nord-ouest de l'Amérique du Nord.
- Alnus alnobetula subsp. suaveolens (Req.) Lambinon & Kerguélen - Corse.

La sous-espèce maximowiczii n'est généralement plus reconnue. Elle a repris son statut d'espèce sous le nom de Alnus maximowiczii.
En Suisse, l'Aulne vert est rare dans le Jura, on le rencontre principalement dans les Alpes où il est en expansion à cause de l'abandon de pâturages d'altitude. En 2013, les forêts d'aulnes verts couvraient 500 km2 dans les Alpes suisses,.

## Utilisation
Il est parfois planté en vue d'améliorer la qualité des sols (grâce à sa faculté de fixer dans le sol l'azote) ce qui permet ensuite de replanter des arbres au bois plus intéressant commercialement.
Au Québec, les chatons mâles séchés sont utilisés comme épice sous le nom de "poivre des dunes", offrant une saveur citronnée et une certaine amertume, pouvant remplacer le poivre noir ou rose et ayant des similitudes au poivre long.